# Andrea Gabrieli
Andrea Gabrieli (Veneza, 1532/1533? – Veneza, 30 de agosto de 1585) foi um compositor e organista italiano da Alta Renascença. Tio de Giovanni Gabrieli, tornou-se o primeiro membro de renome da escola veneziana de compositores e foi extremamente influente na propagação do estilo veneziano na Itália e na Alemanha. Próximo ao ano de 1550, foi ativo nos domínios de Verona e, de 1564 à sua morte, trabalhou na Basílica de São Marcos, em Veneza.
Deixou numerosas composições de música sacra (motetos, salmos, missas, um "Glória" a 16 vozes e outros) e profana (quase 250 madrigais). Dentre suas composições instrumentais, destacam-se as tocatas para órgão, as canções, os ricercari e a música de conjunto. Dentre seus alunos, estão Giovanni Gabrieli, seu sobrinho, e Hans Leo Hassler.

## Expressão Musical
Uma expressão muito virtuosa foi o que tornou as suas tocatas para órgão importantíssimas para a música do século XVI e gerou, assim, uma importante transformação. De fato, estas tocatas, com caráter de improvisação e ricas de passagens virtuosísticas, em grande escala, introduzem uma nova atitude em relação à música instrumental.
Principais Composições: 
- Duas composições corais a oito e a doze vozes, escritas para o Rei da Polônia.
- Uma coletânea de madrigais a três, quatro e seis vozes (cerca de 250).
- Canções sacras (1565), para órgão.
- Tocatas.
- Ricercari.
- 4 coros para ' o Édipo Rei de Sófocles.
- 110 motetos de quatro a doze vozes.

7 salmos davídicos a seis vozes.
4 missas a seis vozes.
As greghesche, composições cantadas em um dialeto misto entre veneziano, dálmata e grego.

## Ligações Externas
- Obras de Andrea Gabrieli no International Music Score Library Project
- Partituras gratuitas de Andrea Gabrieli na CPDL, a Biblioteca Coral de Domínio Público